# June McCall
June McCall (* 27. Juli 1934 in Los Angeles, Vereinigte Staaten als Wilhelmina June Palinkas; † 14. April 1990 ebenda) war ein US-amerikanisches Foto- und Pin-up-Model. Sie trat auch als Schauspielerin in Erscheinung.

## Karriere
Das Varga-Girl June McCall stand ab Anfang der 1950er Jahre für Fotografen wie André de Dienes, Bernard of Hollywood oder Tom Kelley vor der Kamera. McCall erschien auf den Covern zahlreicher Magazine wie Bold, Frolic, MAN, Male Point, Modern Man oder Blighty, laut dem bekannten Hollywood-Kolumnist Jimmie Fidler waren es gut 300 Titelbilder. 1952 war sie das Dale of the Month in der National Police Gazette. In einer Revue von Gypsy Rose Lee trat sie 1951 in Las Vegas auf. McCall zeigte auch als Schauspielerin Ambitionen, ihre Mitwirkung an Filmen beschränkte sich jedoch auf kleine Nebenrollen. 1960 war sie in einer Episode von Unglaubliche Geschichten auch im Fernsehen zu sehen. Auf mehr Interesse stieß sie bei den Gesellschaftsreportern, ihre Romanzen mit dem ehemaligen Kinderstar Jackie Coogan oder Charles Chaplin junior füllten die Klatschspalten.
June McCall war dreimal verheiratet, aus ihrer ersten Ehe ging ein Sohn hervor. Anfang der 1950er Jahre hatte sie eine Affäre mit dem verheirateten Schauspieler und Frauenheld George Raft. Sie starb mit nur 55 Jahren in ihrem Haus in Los Angeles.

## Filmografie

### Film
- 1951: Drei Frauen erobern New York (Two Tickets to Broadway)
- 1952: Sturmfahrt nach Alaska (The World in His Arms)
- 1952: Somebody Loves Me
- 1953: Here Come the Girls
- 1955: Urlaub bis zum Wecken (Battle Cry)
- 1955: Der Favorit (The Racers)
- 1955: Running Wild
- 1956: Nur Du allein (Never Say Goodbye)
- 1956: Meet Me in Las Vegas
- 1956: Herbststürme (Autumn Leaves)
- 1957: Das Kreuzverhör (The Tattered Dress)
- 1957: Seidenstrümpfe (Silk Stockings)
- 1957: Ein Leben im Rausch (The Helen Morgan Story)
- 1958: In den Krallen der Venus (Queen of Outer Space)

### Fernsehen
- 1960: Unglaubliche Geschichten (The Twilight Zone)
- 1960: The Dennis O’Keefe Show
- 1978: Movie Movie